# Král šedých medvědů
Král šedých medvědů (1916, The Grizzly King: A Romance of the Wild) je dobrodružný příběh amerického spisovatele Jamese Olivera Curwooda.

## Obsah knihy
Kniha se odehrává na území severní Britské Kolumbie a líčí život obrovského medvěda grizzlyho Thora, kterého pronásleduje bílý lovec Jim Langdon. S Thorem se snaží navázat přátelství malé medvídě Muskwa, které se musí po smrti své matky postarat samo o sebe. Thor medvídě zpočátku odhání, posléze však oba naváží přátelství. Jim Langdon nakonec pozná, že mu divočina nabízí v pozorování jejího života daleko poutavější zábavu, než je lovecká vášeň, a daruje medvědovi život a Muskwovi svobodu.

## Filmové adaptace
- L'ours (1988, Medvědi), francouzský film, režie Jean-Jacques Annaud.

## Česká vydání
- Král šedých medvědů, Josef Šváb-Malostranský, Praha 1922, přeložil Josef Vorel.
- Král šedých medvědů, Českomoravské podniky tiskařské a vydavatelské, Praha 1928, přeložil Alexander Fleischer, znovu Škubal a Machajdík, Praha 1946 a 1947.
- Král šedých medvědů, Mladá fronta, Praha 1959, přeložila Irena Dvořáková, znovu 1967, 1970 a 1983 a Nakladatelství L, Praha 1991.
- Medvědi, XYZ, Praha 2007, přeložil Alexander Fleischer.